# Cattedrale di Toompea
La cattedrale di Toompea, o duomo di Toompea (in estone: Toomkirik, nome completo Tallinna Neitsi Maarja Piiskoplik Toomkirik; in tedesco Ritter- und Domkirche), è la cattedrale luterana, sita sulla collina di Toompea (da cui Toomkirik), a Tallinn. È consacrata a Santa Maria Vergine.
Fondata nel XIII secolo dai danesi, è la chiesa più antica di Tallinn e la principale dell'Estonia, unica costruzione a Toompea risparmiata da un devastante incendio nel XVII secolo.
Nacque come una cattedrale cattolica della diocesi di Reval (Reval fu il nome di Tallinn fino alla fine della prima guerra mondiale), divenne luterana nel 1561 e dal 1917 appartiene alla Chiesa evangelica luterana estone di Tallinn. È la sede dell'arcivescovo di Tallinn, il capo spirituale della Chiesa evangelica Luterana estone, ed è la chiesa principale di tale Sinodo.

## Storia
Della prima chiesa, costruita in legno, si hanno notizie già attorno al 1219, quando i danesi invasero Tallinn; nel 1229, con l'arrivo dei monaci domenicani, venne iniziata la ricostruzione in pietra. I monaci furono successivamente uccisi in una lotta tra i Cavalieri portaspada e i vassalli legati al papa nel 1233, e la chiesa fu sconsacrata. Nello stesso anno fu inviata una lettera a Roma per chiedere il permesso di riconsacrare la chiesa; questa missiva risulta essere la prima prova scritta dell'esistenza della cattedrale.
I domenicani riuscirono ad erigere i muri portanti, ma non a terminare la costruzione, che fu completata nel 1240, con una sola navata e con un coro rettangolare. Nel 1240 venne scelta come cattedrale della diocesi di Reval e consacrata alla Vergine Maria. All'inizio del XIV secolo fu iniziato un profondo restauro della chiesa, che fu ampliata ed ingrandita, a partire dal coro e poi con l'aggiunta di una nuova sagrestia.
L'ampliamento delle navate, che passarono da una a tre, cominciò nel 1330; i lavori si protrassero per quasi un secolo. La parte nuova e longitudinale della chiesa, lunga 29 metri, fu edificata con la struttura di una basilica e completata nel 1430. La navata maggiore, con colonne rettangolari, venne anch'essa completata nella seconda metà del XIV secolo.
La chiesa risultò gravemente danneggiata nel grande incendio di Tallinn nel 1684, nel quale l'intero arredamento interno in legno venne distrutto irrimediabilmente. Alcune volte crollarono e molti dei dettagli scolpiti nella pietra vennero profondamente danneggiati, particolarmente attorno al coro principale.
Nel 1686 la chiesa fu restaurata completamente e tornò allo splendore precedente. Il pulpito con le figure degli apostoli (1686) e la pala d'altare (1696) furono opera dello scultore ed incisore estone Christian Ackermann.
L'esterno risale al XV secolo. La maggior parte dell'arredamento odierno risale al periodo tra il XVII secolo e il XVIII secolo. Tra il 1778 e il 1779 fu innalzata nella parte occidentale della navata una nuova guglia in stile barocco.
All'interno della cattedrale sono notevoli molte tombe, di diversi tipi, dal XIII secolo al XVIII secolo, un sarcofago di pietra intagliata del XVII secolo, l'altare con il coro ed il presbiterio, numerosi stemmi delle antiche famiglie tedesco-baltiche dal XVII secolo al XX secolo. Due delle quattro campane sono del XVII secolo, le altre due sono del XVIII secolo, e l'organo della chiesa è del 1914.

### Personaggi illustri sepolti
Tra i personaggi illustri sepolti nella chiesa si ricordano:
- Enrico Matteo von Thurn-Valsassina, nobile ceco con origini italiane
- Pontus De la Gardie, nobile militare
- Samuel Greig, scozzese, ammiraglio della Marina Imperiale Russa
- Adam Johann von Krusenstern, navigatore
- Fabian von Fersen, nobile, politico, militare svedese

## Galleria d'immagini

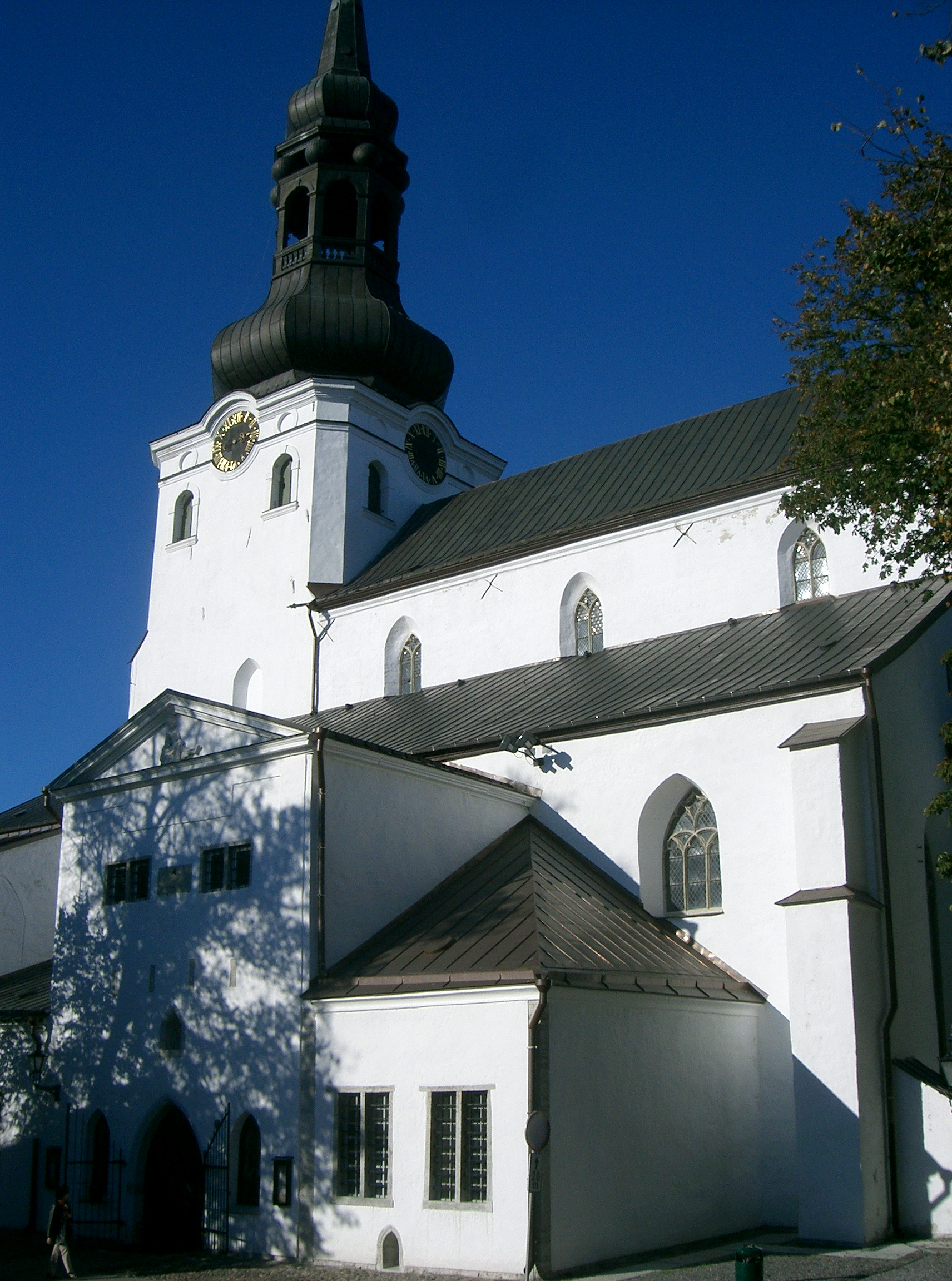
Facciata
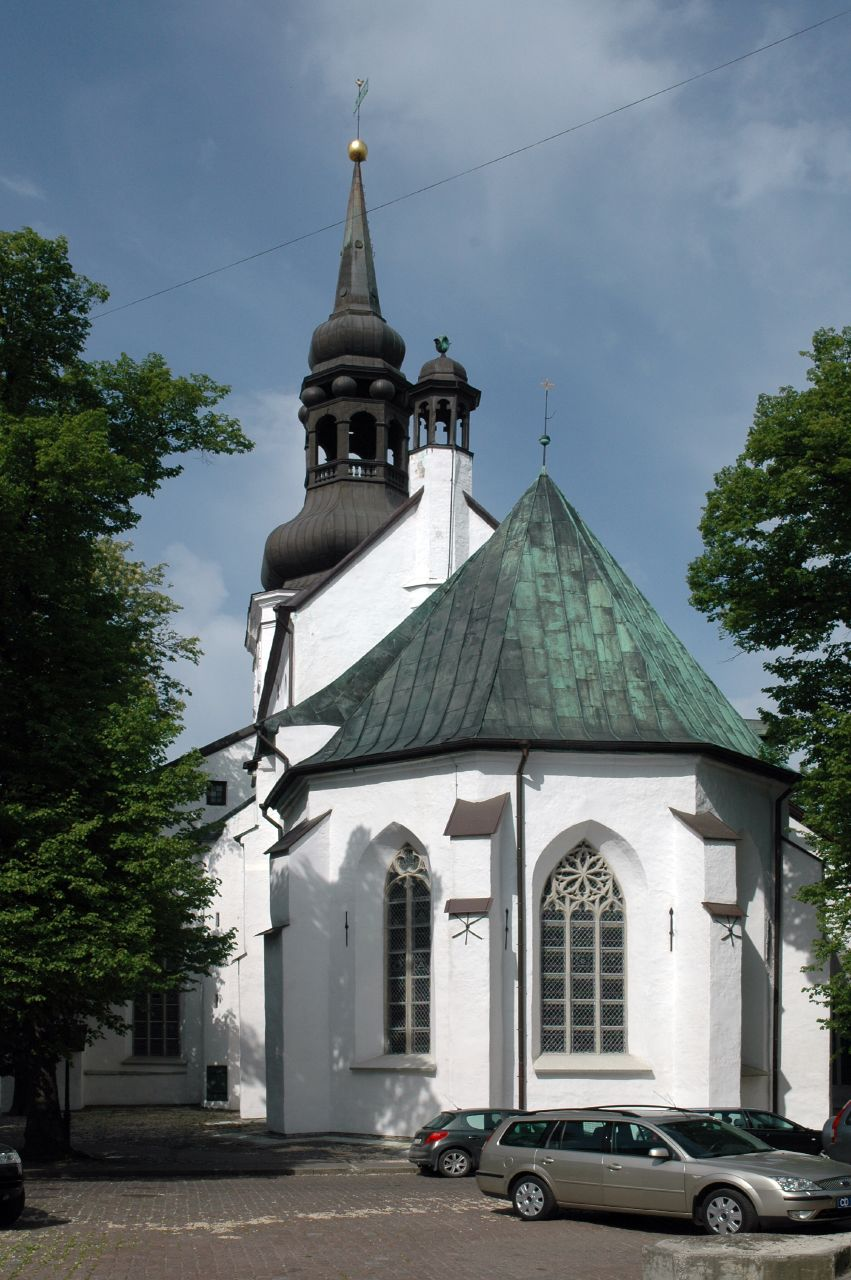
Abside
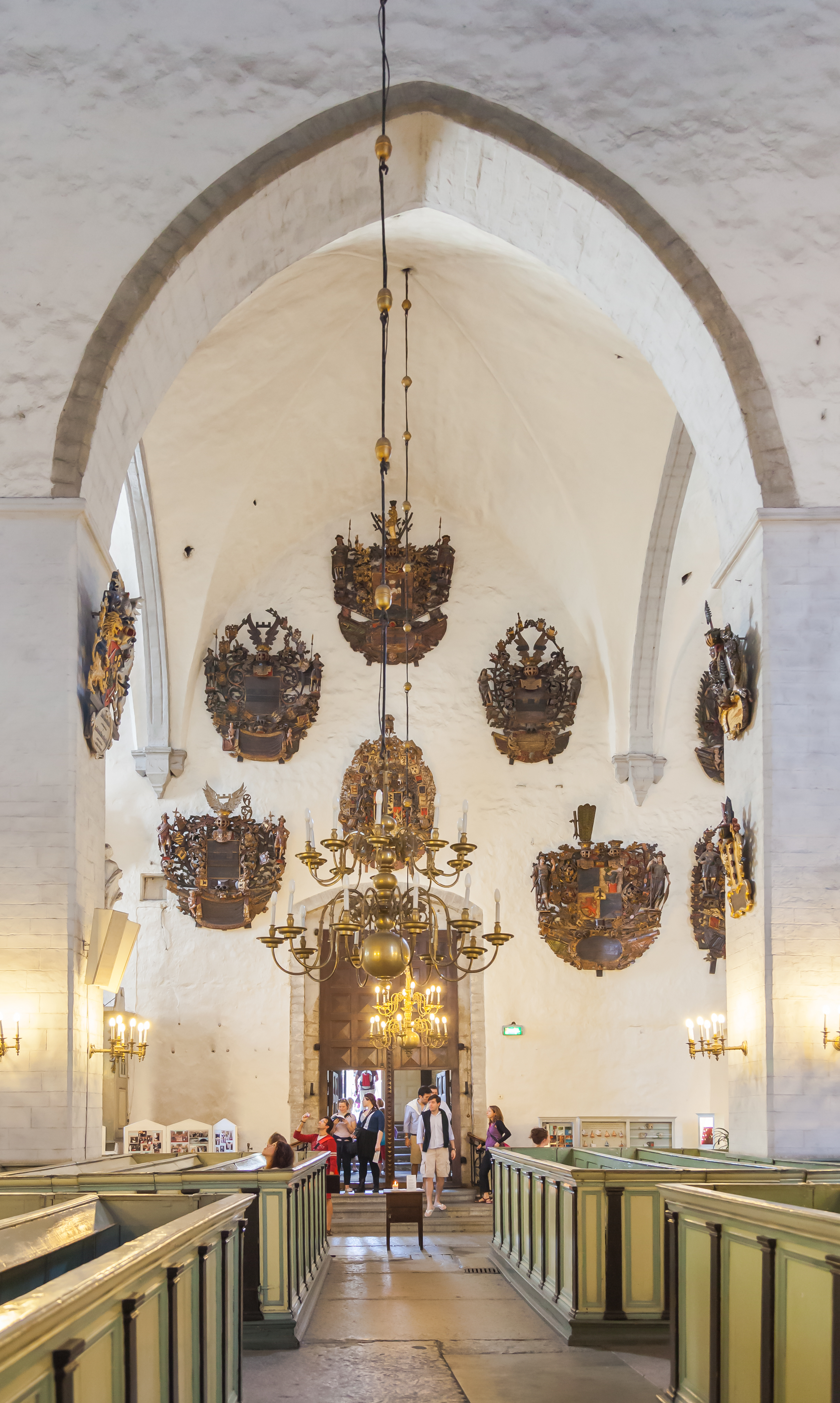
Stemmi blasonati
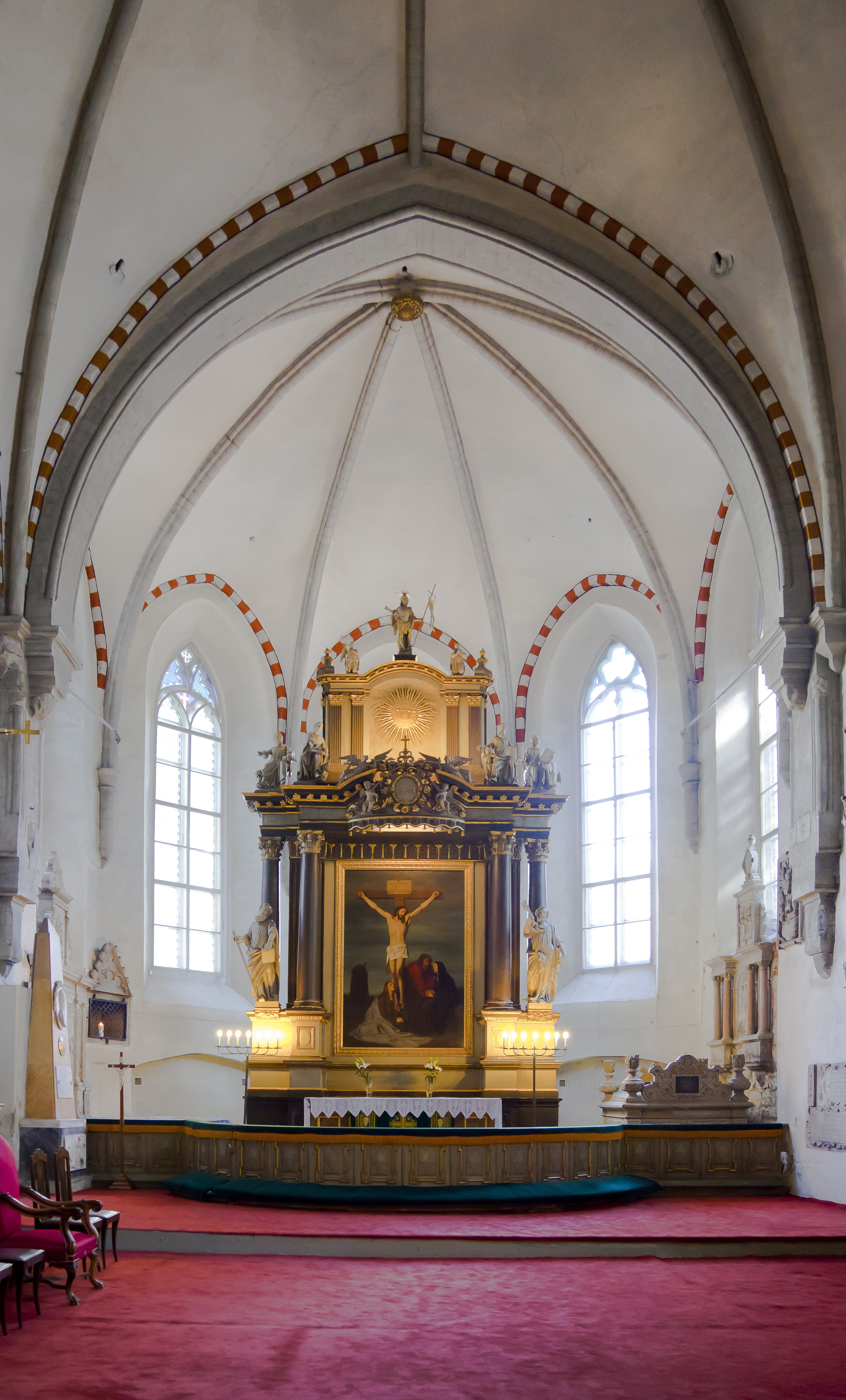
Altare maggiore
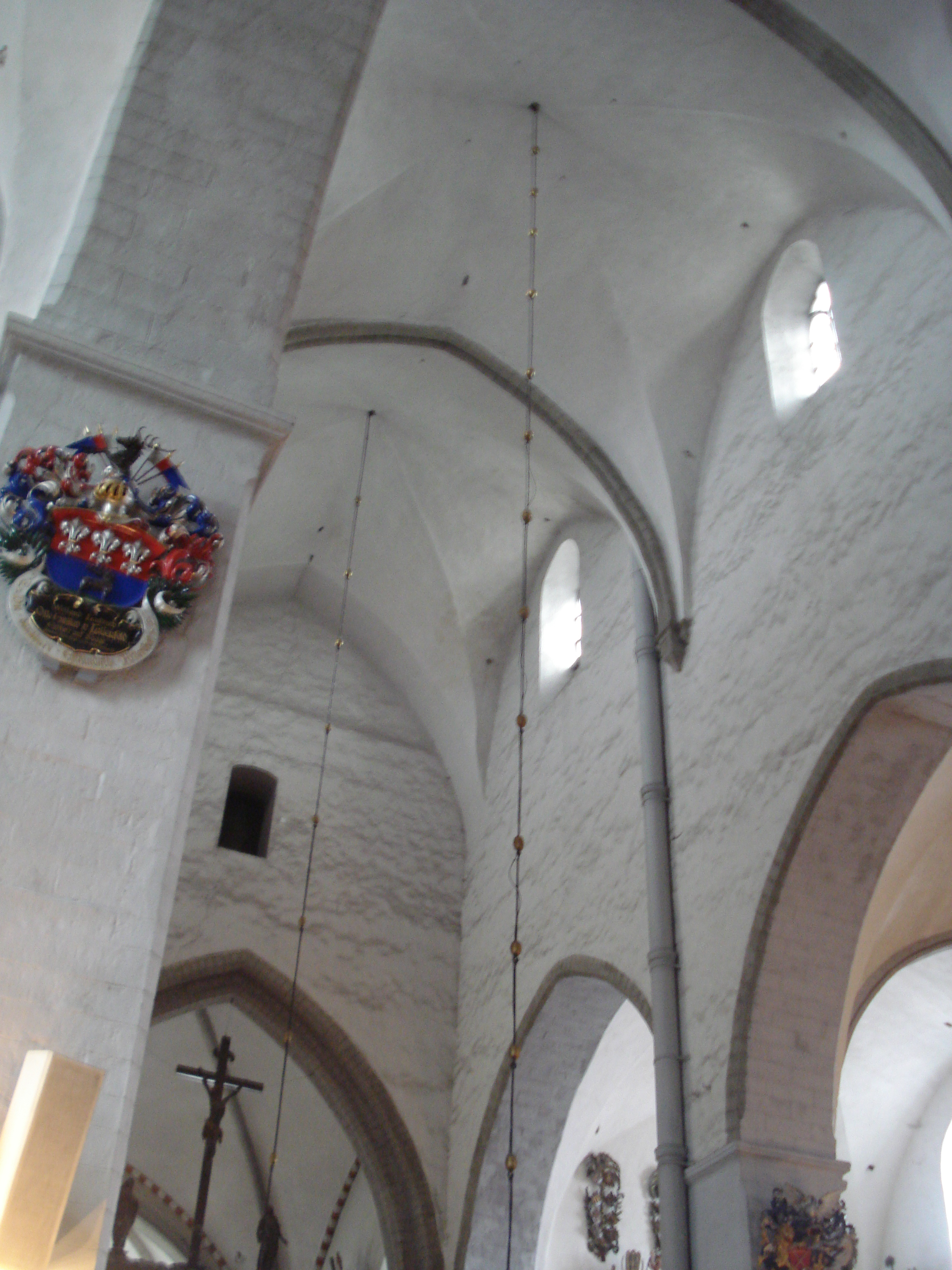
Interno
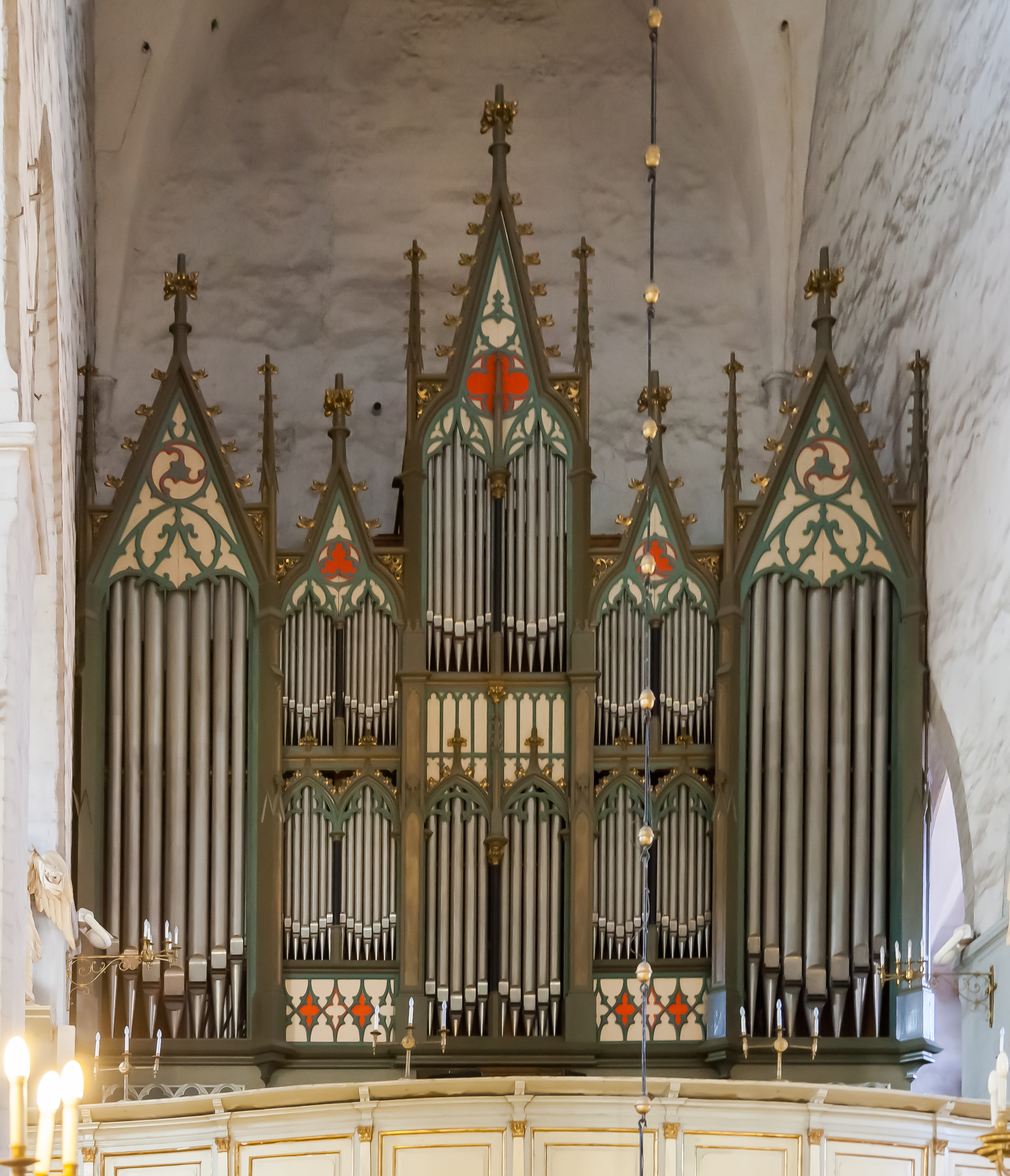
Organo